# Chrysis bicolor
Chrysis bicolor ist eine Art aus der Familie der Goldwespen (Chrysididae). Chrysis bicolor wird zur Chrysis succincta-Gruppe gezählt.

## Merkmale
Die Wespen besitzen eine Körperlänge von 5–8 Millimetern. Kopf und Mesosoma sind hauptsächlich grünlich-blau. Das Mesoscutum und der Vorderrand des Pronotums sind beim Weibchen rot oder gold-rot, während diese beim Männchen gold-rot bis grünlich gefärbt sind. Das Mesoscutum ist bei den Männchen gewöhnlich mittig dunkler. Das Metasoma ist beim Weibchen hauptsächlich rot, beim Männchen goldgrün mit einer grünlichen, bläulichen oder schwarzen apikalen Umrandung. Das Tergit T2 hat beim Weibchen häufig einen schwarzen dorsalen Fleck. Die Flügel sind transparent.

## Verbreitung
Die Art kommt in der Paläarktis vor. In Europa reicht ihr Verbreitungsgebiet von Schweden und Finnland über Mitteleuropa (Frankreich bis ins Baltikum und nach Ungarn) bis nach Spanien und Italien im Süden. Auf den Britischen Inseln ist die Art mit Ausnahme der Insel Jersey nicht vertreten. In Nordafrika kommt Chrysis bicolor in Marokko vor. Im Osten reicht das Verbreitungsgebiet bis in den Fernen Osten Russlands.

## Lebensweise
Chrysis bicolor parasitiert endogäisch (in Mineralböden) nistende Grabwespen der Gattungen Dinetus und Tachysphex. Als Wirtsarten werden genannt: Dinetus pictus sowie Tachysphex obscuripennis und Tachysphex pompiliformis.
Die Goldwespen beobachtet man von Juni bis Ende August. Sie bevorzugen als Lebensraum offene Sandbiotope und Trockenrasen.

## Ähnliche Arten
Chrysis illigeri – besitzt eine ähnliche Färbung und ist schwierig zu unterscheiden. Der Abstand zwischen dem unteren Augenorbit und dem Mund ist gleich der basalen Weite der Mandibeln, während dieser bei Chrysis bicolor maximal 3/4 davon beträgt. Ferner ist die Punktierung des zweiten Tergits weniger stark wie bei Chrysis bicolor. Außerdem ist das Metascutellum im Profil bei Chrysis bicolor stärker erhöht.